# Hamed Karoui
Hamed Karoui (in arabo حامد القروي‎?) (Susa, 30 dicembre 1927 – Susa, 27 marzo 2020) è stato un politico tunisino.

## Biografia
È stato Primo ministro della Tunisia dal 27 settembre 1989 al 17 novembre 1999.